# Avron
Avron – stacja 2 linii metra  w Paryżu. Znajduje się na pograniczu 11. i 20. dzielnicy Paryża. Została otwarta 2 kwietnia 1903 roku.